# Olga Theofila Pikhartová
Olga Theofila Pikhartová, rozená Hausmannová (11. června 1868, Praha – 21. února 1934, Praha), byla česká grafička a malířka.

## Život
Narodila se v rodině profesora pražské polytechniky Vincence (Čeňka) Hausmanna a jeho manželky Amalie, rozené Hoffmannové. Měla dva sourozence (bratra a sestru – dvojčata). Sestra Amelie Hausmannová byla též malířka.
V Praze studovala malbu u Adolfa Liebschera a Antona Waldhausera. Počátkem 90. let odjela do Paříže se svou sestrou Amélií Hausmannovou a studovala na Julianově akademii a u Raphaëla Collina. Ve studiích pokračovala v Mnichově u prof. Christiana Landenbergera a v grafickém ateliéru E. Neumanna (litografie). Usadila se v Praze, ale během života cestovala po celé Evropě (Německo, Dánsko, Baltské moře, Belgie, Francie, Itálie).
Věnovala se koncertní recitaci. Přátelila se s Juliem Zeyerem a sdílela s ním kladný vztah k Rusku, které opakovaně navštěvovala (Moskva, Petrohrad, Kyjev, Murum). Byla členkou Kruhu výtvarných umělkyň v Praze a vystavovala často se svou sestrou. Roku 1929 vystavovala s dalšími malířkami v Buenos Aires.
Jejím manželem byl vrchní rada c.k. Zemského soudu, spisovatel a překladatel ze španělštiny Antonín Pikhart, za kterého se provdala v roce 1891.

## Dílo
Na cestách malovala historické památky, krajiny, romantické pohledy na moře, převážně technikou pastelu. Kresby dívčích figur oživovala dekorativními motivy. Její kresby uhlem z doby kolem roku 1900 se vyznačují secesní lineární stylizací.

### Zastoupení ve sbírkách
- Muzeum umění Olomouc
- Památník národního písemnictví´

## Galerie

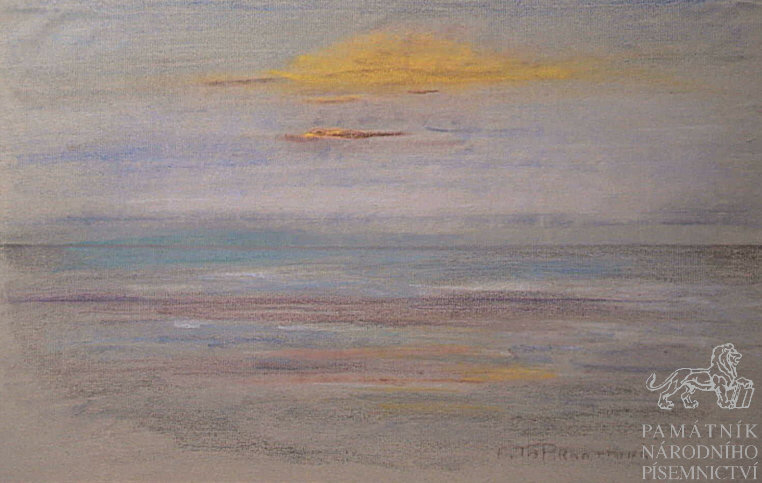
Motiv z Baltu, pastel
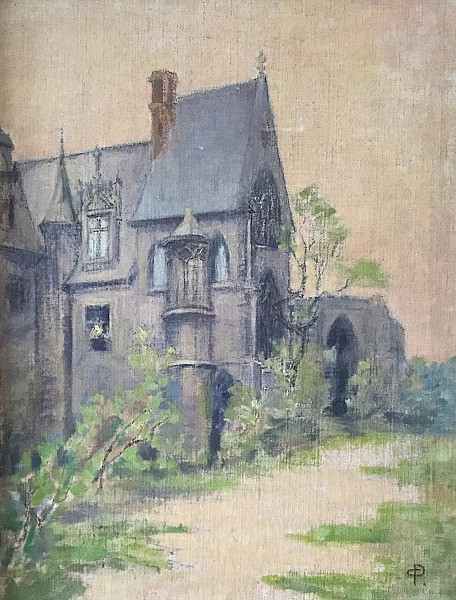
Hôtel de Cluny v Paříži, olej na plátně